# Sakuga
Sakuga (作画 amb els seus kanji o さくが en hiragana) literalment "dibuix" o "pintura" en japonès, és el nom que se li ha donat en occident a quan, en l'animació japonesa (anime), una seqüència és animada amb una qualitat notablement major, normalment amb la intenció de ressaltar una escena particularment important.

## Origen del terme i història
La paraula "sakuga" ha evolucionat en l'argot de la comunitat manga/anime des de no significar res més que "dibuix" en japonès a una paraula que serveix per a denominar uns certs segments o episodis complets on la qualitat d'animació augmenta significativament, ja sigui per una major fluïdesa o un ritme més accelerat. Les arrels del "sakuga" es remunten a principis dels anys 80 i coincideixen amb la introducció de termes com “carisma animator”, que descriu animadors amb un estil d'animació diferent al de la época, molt més fluid i amb utilització de rotoscopia. Els quatre grans animadors de carisma a la fi de 1970s i principis de 1980s van ser: Ichirou Itano, Yasuomi Umetsu, Yoshiaki Kawajiri i, més notablement, Yoshinori Kanada. Això, juntament amb l'enorme popularitat del VHS, que permetía produir cintes amb una animació de major qualitat, van donar peu al que avui dia coneixem com "sakuga". Tot i amb aquestes, es desconeix el perquè es va començar a emprar a occident aquesta paraula específicament.

## Què es i perquè es dona?
L'animació tradicional contemporània està composta per 2 subtipus d'animació segons els quadres que ocupen dins de l'acció: "Keyframe" (fotogrames clau) i quadres "inbetween". Depenent quin subtipus es prioritzi, s'aconsegueix una major força (keyframes) o fluïdesa (quadres inbetween), i el que fa el "sakuga" és centrar-se en algun dels dos aspectes depenent de l'animador. Els estudis contracten grans estrelles de l'animació, les quals, normalment, fan únicament els "keyframes" i deixen alguns inbetween i l'acolorit a l'estudi d'animació, dotant al "sakuga" d'un valor autoral i artístic.
Són, en altres paraules, moments que sobresurten de la resta. Això ocorre perquè els valors de producció dels animes llargs tendeixen a ser qualsevol cosa menys consistents, ja que animar una sèrie que s'emet setmanalment durant anys es tradueix en externalització de recursos i una gran rotació de personal. Són els money shots, les seqüències més cares on una sèrie brilla més. Tot i això, no dependrà sol en exclusiva els diners invertits, no és una correlació directa. Que una escena tingui o no una animació espectacular dependrà bàsicament de dos factors: l'animador i el temps de planificació. Una animadora explicava en una entrevista, de fet, que “entre els professionals es valora millor a les persones que poden fer animació subtil i minimalista”.